# Stazione di Kandersteg
La stazione di Kandersteg è una stazione ferroviaria posta sulla linea del Lötschberg, presso l'imbocco settentrionale dell'omonimo tunnel. Serve il centro abitato di Kandersteg.